# Terry Smith (basket-ball)
Terry Smith, né le 10 février 1986, à Syracuse, dans l'État de New York, est un joueur américain, naturalisé arménien, de basket-ball. Il évolue au poste de meneur et d'arrière.

## Biographie
En juillet 2021, Smith prolonge son contrat avec Nantes Basket Hermine jusqu'au terme de la saison 2022-2023.

## Palmarès
- Champion de Bulgarie 2015
- Vainqueur de la Leaders Cup de basket-ball Pro B 2019-2020 avec Nantes